# Whitney Houston (album)
A Whitney Houston című album Whitney Houston amerikai énekesnő első, bemutatkozó albuma. 1985. február 14-én jelent meg, az Arista Records kiadásában. Eleinte nem fogyott belőle sok, de miután 1986-ban három kislemeze is listavezető lett az amerikai Billboard Hot 100 slágerlistán, az album is egyre nagyobb sikert aratott. Mindmáig ebből a Whitney Houston-albumból kelt el a legtöbb, világszerte eddig több mint 25 millió, ezzel az USA-ban és világszerte is minden idők egyik legsikeresebb albumának számít. A kritikusok gyakran Houston legjobb albumának tartják. 2003-ban a Rolling Stone magazin Minden idők 500 legjobb albuma című listáján a 254. helyre került. 2010. január 19-én megjelenésének huszonöt éves évfordulója alkalmából újra megjelenik, öt bónuszdallal.
Az albumon szerepel rajta egy duett Teddy Pendergrass-szel (Hold Me) és két duett Jermaine Jacksonnal (Take Good Care of My Heart és Nobody Loves Me Like You Do). Jacksonnal két másik duettet is rögzített Houston, If You Say My Eyes Are Beautiful és Shock Me címmel; előbbi megtalálható Jackson Precious Moments című albumán (1986).

## Felvételek
Clive Davis, miután látta Houstont fellépni egy New York-i nightclubban, úgy vélte, megvan rá az esély, hogy sztár legyen. 1983-ban leszerződtette, és elkezdtek dolgozni az énekesnő első albumán. Davis nehezen talált dalokat Houston számára; ebben az időben a rockegyüttesek és a gyors tempójú dalok voltak népszerűek, és sok dalszerző úgy érezte, Whitney soulzenére alkalmas hangja nem illik a popzene világába. Több hónap keresgélés után végül Kashif, Narada Michael Walden és Michael Masser dalaira esett a választás, és két évig folytak a felvételek.
Az album népszerűsítéseként Houston 1985. augusztus 28-án előadta a Saving All My Love for You-t a Late Night with David Letterman műsorban és december 4-én a You Give Good Love-ot a The Tonight Show Starring Johnny Carson műsorban.

## Fogadtatása
| Értékelések                   |           |
| Értékelő                      | Értékelés |
| AllMusic                      | [ 4 ]     |
| Entertainment Weekly          | A-        |
| Los Angeles Times             | [ 6 ]     |
| PopMatters                    | 7/10      |
| Q                             | [ 8 ]     |
| The Rolling Stone Album Guide | 3/5       |
| The Village Voice             | C         |

A kritikusoktól kedvező fogadtatást kapott az album. 1986-ban jelölték a legjobb albumnak szóló Grammy-díjra, amit ugyan Phil Collins No Jacket Required című albuma nyert el, de Houston is elnyerte első Grammyjét, a Saving All My Love for You című dalért, legjobb előadás női előadótól kategóriában. Rolling Stone 1986 legjobb albumának nevezte az albumot, Robert Hilburn, a Los Angeles Times munkatársa pedig 1985 legjobb albumai közt sorolta fel. 2003 novemberében a Rolling Stone a Minden idők 500 legjobb albuma listáján a 254., a Rock & Roll Hall of Fames Definitive 200 Listen a 40. helyre sorolta.
Az album a 120. helyen nyitott a Billboard 200 slágerlistán 1985.március 20-án, és eleinte keveset adtak el belőle. A kiadó szerette volna, ha Whitney először a feketék közt építi ki rajongótáborát, és megjelentette a You Give Good Love-ot kislemezen. A dal felkerült az R&B-lista élére, és a kiadót is meglepte azzal, hogy a popslágerlistán is előkelő helyezést ért el, a 3. helyig jutott. Az album elindult felfelé a slágerlistákon, az énekesnő pedig nightclubokban turnézott az Államokban. Következő kislemezként a dzsesszes-popos Saving All My Love for You jelent meg, és még nagyobb sikert aratott, ez lett Houston első listavezető dala a Hot 100-on, és a brit slágerlistán is. A dal világszerte nagy sikert aratott. Houston nagy nézettségű talkshow-kban jelent meg, majd Jeffrey Osborne és Luther Vandross előzenekaraként is fellépett. A harmadik kislemezt, a Thinking About You-t csak R&B-rádióknak küldték el; ez a 10. helyig jutott az R&B- és a 24.-ig a dance slágerlistán.
Az album egyre magasabb helyezést ért el, és végül bekerült a top 20-ba. 1986-ban megjelent kislemezen a How Will I Know, ami színes, energikus videóklipjével az MTV-nemzedékkel is megismertette Houstont. Ez is listavezető lett, az album pedig 1986 márciusában elért a Billboard 200 albumslágerlista első helyére. Tizennégy nem egymást követő héten volt listavezető, csak egy héten múlt, hogy elérje Carole King tizenöt hetes rekordját mint legtöbb hétig listavezető albummal rendelkező női előadó. Mivel az albumnak ötven hétbe telt, hogy elérjen az első helyre, ez lett a leglassabban a csúcsra érő album 1976 óta, amikor a Fleetwood Macnek ez 58 hétbe telt.
Az album 162 hetet töltött a Billboard 200-on, ebből rekordnak számító 46 hetet a top 10-ben; ezzel megdöntötte a rekordot, amit Carole King állított fel Tapestry című albumával. A következő kislemez, a Greatest Love of All az album legnagyobb sikere lett, és három hétig vezette a Hot 100-at. 1982 óta Houston volt az első női előadó, akinek sikerült elérnie, hogy kislemeze és albuma egyszerre legyen listavezető (1982-ben Kim Carnes Bette Davis Eyes-e érte el ugyanezt). Az utolsó kislemezt, az All at Once-ot csak az adult contemporary és urban AC rádióknak küldték el, az USA-ban csak rádiós kislemezként, Európában és Japánban viszont kereskedelmi forgalomban is megjelent. Az USA-ban az album a legmagasabb példányszámban elkelő, az Egyesült Királyságban az ötödik legtöbb példányban elkelő album lett. Amerikában végül több mint 13 millió eladott példánnyal gyémántlemez minősítést kapott.
A Billboard 1985 legjobb fekete albumainak listáján a 4. helyre került. 1986-ban az év legjobb albuma, Houston pedig az év popénekese lett a Billboard szerint.
A kanadai slágerlistát tizenhét hétig vezette, női előadótól a leghosszabb ideig listavezető album volt, míg Alanis Morissette Jagged Little Pillje 1996-ban meg nem döntötte ezt a rekordot. Kanadában több mint egymillió példányban kelt el Whitney első albuma.

## Számlista
| 1. | You Give Good Love                                       | La La                              | Kashif           | 4:37 |
| 2. | Thinking About You                                       | Kasif • Lala                       | Kashif           | 5:24 |
| 3. | Someone for Me                                           | Raymond Jones • Freddie Washington | Jermaine Jackson | 4:58 |
| 4. | Saving All My Love for You                               | Gerry Goffin • Michael Masser      | Masser           | 3:58 |
| 5. | Nobody Loves Me Like You Do (duet with Jermaine Jackson) | James P. Dunne • Pamela Phillips   | Jackson          | 3:48 |

| 1. | How Will I Know                                         | George Merrill • Shannon Rubicam • Narada Michael Walden | Walden  | 4:35 |
| 2. | All at Once                                             | Jeffrey Osborne • Masser                                 | Masser  | 4:28 |
| 3. | Take Good Care of My Heart (duet with Jermaine Jackson) | Peter McCann • Steve Dorff                               | Jackson | 4:15 |
| 4. | Greatest Love of All                                    | Linda Creed • Masser                                     | Masser  | 4:51 |
| 5. | Hold Me (duet with Teddy Pendergrass)                   | Cred • Masser                                            | Masser  | 6:00 |

| 11. | Thinking About You (12" dance remix) | Bruce Forest               | 7:16 |
| 12. | Someone for Me (12" dance remix) | Alan "The Judge" Coulthard | 7:24 |
| 13. | How Will I Know (a cappella) | —                          | 3:59 |
| 14. | How Will I Know (12" dance remix) | John "Jellybean" Benitez   | 6:32 |
| 15. | Greatest Love of All (live at Radio City Music Hall on March 9, 1990, during a gala concert celebrating the 15th anniversary of Arista Records) |                            | 7:06 |

| 1. | Conversations with Whitney Houston and Clive Davis                                            | 9:30 |
| 2. | Home (live from The Merv Griffin Show on June 23, 1983)                                       | 4:45 |
| 3. | I Am Changing (live from the Arista Records 10th Anniversary celebration on December 1, 1984) | 4:52 |
| 4. | You Give Good Love (live from the 1st Soul Train Music Awards on March 23, 1987)              | 4:17 |
| 5. | You Give Good Love (promo music video)                                                        | 4:07 |
| 6. | Saving All My Love for You (promo music video)                                                | 3:56 |
| 7. | How Will I Know (promo music video)                                                           | 4:31 |
| 8. | Greatest Love of All (promo music video)                                                      | 4:52 |

| Japanese edition | Japanese edition                                         | Japanese edition | Japanese edition | Japanese edition | Japanese edition | Japanese edition | Japanese edition | Japanese edition | Japanese edition |
| #                | Cím                                                      | Producer(s)      | Hossz            |                  |                  |                  |                  |                  |                  |
| ---------------- | -------------------------------------------------------- | ---------------- | ---------------- | ---------------- | ---------------- | ---------------- | ---------------- | ---------------- | ---------------- |
| 1.               | How Will I Know                                          | Walden           | 4:35             |                  |                  |                  |                  |                  |                  |
| 2.               | All at Once                                              | Masser           | 4:28             |                  |                  |                  |                  |                  |                  |
| 3.               | Take Good Care of My Heart (duet with Jermaine Jackson)  | Jackson          | 4:15             |                  |                  |                  |                  |                  |                  |
| 4.               | Greatest Love of All                                     | Masser           | 4:51             |                  |                  |                  |                  |                  |                  |
| 5.               | Hold Me (duet with Teddy Pendergrass)                    | Masser           | 6:00             |                  |                  |                  |                  |                  |                  |
| 6.               | You Give Good Love                                       | Kashif           | 4:37             |                  |                  |                  |                  |                  |                  |
| 7.               | Thinking About You                                       | Kashif           | 5:24             |                  |                  |                  |                  |                  |                  |
| 8.               | Someone for Me                                           | Jermaine Jackson | 4:58             |                  |                  |                  |                  |                  |                  |
| 9.               | Saving All My Love for You                               | Masser           | 3:58             |                  |                  |                  |                  |                  |                  |
| 10.              | Nobody Loves Me Like You Do (duet with Jermaine Jackson) | Jackson          | 3:48             |                  |                  |                  |                  |                  |                  |
| 47:23            |                                                          |                  |                  |                  |                  |                  |                  |                  |                  |

## Slágerlista
| Slágerlista (1985–86)                               | Legjobb helyezések |
| --------------------------------------------------- | ------------------ |
| Ausztrália (Kent Music Report)                      | 1                  |
| Ausztria (Ö3 Austria Top 40)                        | 3                  |
| Kanada (Canada Top Albums/CDs)                      | 1                  |
| Franciaország (SNEP Album Top 100)                  | 13                 |
| Finnország (Musiikkituottajat Albumit Top 50)       | 2                  |
| Németország (Media Control Top 100 Album)           | 2                  |
| Olaszország (FIMI Album Top 20)                     | 11                 |
| Japán (Oricon)                                      | 2                  |
| Japán (LP)                                          | 4                  |
| Japán (CT)                                          | 6                  |
| Új-Zéland (Recorded Music NZ Top 40 Albums)         | 3                  |
| Norvégia (VG-lista Album Top 40)                    | 1                  |
| Észak-Afrika (RISA)                                 | 1                  |
| Svédország (Sverigetopplistan Top 60 Albums)        | 1                  |
| Svájc (Schweizer Hitparade Top 100 Albums)          | 2                  |
| Egyesült Királyság (UK Albums Chart)                | 2                  |
| USA Billboard 200                                   | 1                  |
| USA Top R&B/Hip-Hop Albums (Billboard)              | 1                  |
| Slágerlista (2012)                                  | Legjobb helyezések |
| Ausztria (Ö3 Austria)                               | 44                 |
| Argentína (CAPIF) ·                                 | 14                 |
| Svájc (Schweizer Hitparade)                         | 71                 |
| Egyesült Királyság (UK R&B Albums)                  | 18                 |
| Egyesült Államok Billboard 200                      | 9                  |
| Egyesült Államok Top Pop Catalog Albums (Billboard) | 4                  |

| Slágerlista (1985)                                  | Helyezések |
| --------------------------------------------------- | ---------- |
| Egyesült Államok Billboard 200                      | 29         |
| Egyesült Államok Top R&B/Hip-Hop Albums (Billboard) | 4          |
| Slágerlista (1986)                                  | Helyezések |
| Ausztrália (Kent Music Report)                      | 1          |
| Ausztria (Ö3 Austria)                               | 17         |
| Kanada Canada Top Albums/CDs (RPM)                  | 1          |
| Németország (Offizielle Top 100)                    | 4          |
| Japán (Oricon)                                      | 17         |
| Svájc (Schweizer Hitparade)                         | 1          |
| Egyesült Királyság (OCC)                            | 5          |
| Egyesült Államok Billboard 200                      | 1          |
| Egyesült Államok Top R&B/Hip-Hop Albums (Billboard) | 1          |
| Slágerlista (1987)                                  | Helyezések |
| Olaszország (FIMI)                                  | 43         |
| Egyesült Államok Billboard 200                      | 22         |
| Slágerlista (2012)                                  | Helyezések |
| Egyesült ÁllamokBillboard 200                       | 198        |

| Slágerlista (1980–1989)        | Helyezés |
| ------------------------------ | -------- |
| Ausztrália (Kent Music Report) | 5        |

## Díjak
| Év   | Győztes                    | Kategória                   |
| ---- | -------------------------- | --------------------------- |
| 1986 | You Give Good Love         | Legjobb soul/R&B-kislemez   |
| 1986 | Saving All My Love for You | Legjobb soul/R&B-videóklip  |
| 1987 | Whitney Houston            | Legjobb női pop/rock-előadó |
| 1987 | Whitney Houston            | Legjobb női soul/R&B-előadó |
| 1987 | Whitney Houston            | Legjobb pop/rockalbum       |
| 1987 | Whitney Houston            | Legjobb soul/R&B-album      |
| 1987 | Greatest Love of All       | Legjobb soul/R&B-videóklip  |

| Év   | Győztes         | Kategória                     |
| ---- | --------------- | ----------------------------- |
| 1985 | Whitney Houston | Legjobb új popénekes          |
| 1985 | Whitney Houston | Legjobb új fekete előadó      |
| 1986 | Whitney Houston | Legjobb popénekes             |
| 1986 | Whitney Houston | Legjobb popalbum              |
| 1986 | Whitney Houston | Legjobb fekete album          |
| 1986 | Whitney Houston | Legjobb popalbumos előadó     |
| 1986 | Whitney Houston | Legjobb fekete albumos előadó |

| Év   | Győztes                    | Kategória                  |
| ---- | -------------------------- | -------------------------- |
| 1985 | Saving All My Love for You | Legjobb női énekes előadás |

| Év   | Győztes         | Kategória            |
| ---- | --------------- | -------------------- |
| 1986 | Whitney Houston | Az év legjobb albuma |

## Közreműködők
| Zenészek - Whitney Houston – vokálok - John Barnes – klarinét - Robbie Buchanan – billentyűsök - Mary Canty - Nathan East – basszusgitár - Preston Glass - Ed Greene – dobok - Cissy Houston – vokálok - Dann Huff – gitár - Jermaine Jackson – vokálok - Paul Jackson Jr. - Randy „The Emperor” Jackson - Bashiri Johnson – ütősök - Randy Kerber – billentyűsök - Joe Lala - Yogi Lee - J.T. Lewis - Yvonne Lewis – vokálok | - Richard Marx – vokálok - Tim May – gitár - Gene Page Jr. – zenei elrendezés - Teddy Pendergrass – vokálok - Greg Phillinganes - John „J.R.” Robinson – dobok - Steve Rucker - Corrado Rustici - Tom Scott – szaxofon - Louie Shelton - Ira Siegel – gitár - Deborah Thomas - Premik Russell Tubbs - Freddie Washington - Julia Tillman Waters – vokálok - Maxine Willard Waters – vokálok - Oren Waters – vokálok - Ernie Watts – szaxofon - David Williams – gitár |

Produkció
- Producerek: Jermaine Jackson, Kashif, Michael Masser, Narada Michael Walden
- Executive producer: Clive Davis
- Hangmérnökök: Michael Barbiero, Michael Mancini, Michael O'Reilly, Russell Schmitt
- Keverés: Michael Barbiero, Michael O'Reilly, Bill Schnee
- Elrendezés: Gene Page Jr., Kashif, Narada Michael Walden
- Művészeti rendezés: Donn Davenport
- Stylist: Tiagi Lambert
- Fodrász: Jeffrey Woodly